# VSL (metrologie)
VSL is het nationale metrologisch instituut van Nederland. VSL is een privaat bedrijf met een publieke taak en is gevestigd in Delft, in de provincie Zuid-Holland. Het bedrijf is op basis van artikel 3 van de Metrologiewet bij Ministerieel Besluit aangewezen als het Nederlandse standaardeninstituut. Per 16 februari 2024 is Nationaal Metrologisch Instituut Van Swinden Laboratorium VSL volledig eigendom van TNO. TNO had al 45% van de aandelen en neemt de resterende 55% van de aandelen over van het bedrijf First Dutch Innovations. VSL krijgt binnen TNO een zelfstandige positie om zowel commerciële als wettelijke taken uit te voeren.

## Geschiedenis

#### 1200 tot 1873
Vanaf 1200 tot 1820 is de controle van maten en gewichten voornamelijk een taak van stedelijke overheden. Elke stad gebruikte haar eigen meetmiddelen, waardoor zeer veel verschillende maten en gewichten in omloop waren. De eerste IJkwet van 1816 was aanleiding tot de instelling van een 'Overheidsdienst van Maten en Gewichten' om de invoering van het metrieke stelsel te begeleiden. Omdat vanaf 1920 de controle van maten en gewichten verricht werd door provinciale overheden, werden in elk gerechtelijk arrondissement één of meer ijkers aangesteld. Deze arrondissementsijkers stonden onder toezicht van Gedeputeerde Staten, maar ontvingen instructies van het Departement van Binnenlandse Zaken.
Een tweede IJkwet bleek noodzakelijk om de invoering van het metrieke stelsel te bespoedigen. Om het toezicht op het ijkwerk te vergroten, werd een landelijk georganiseerde dienst ingevoerd. Na de invoering in 1869 werd in 1873 een 'Inspecteur van het IJkwezen' aangesteld. Dat jaar wordt gezien als het oprichtingsjaar van de 'Dienst van het IJkwezen'.

#### Dienst van het IJkwezen
Midden jaren zestig van de twintigste eeuw werd een centraal laboratorium bij het IJkwezen opgezet, dat werd belast met het standaardenbeheer. Vanwege de wens alle nationale standaarden onder te brengen bij één instituut werd in 1969 een wetswijziging ingevoerd. Dat leidde uiteindelijk tot de kernstructuur van de Dienst van het IJkwezen: een hoofddirectie met enerzijds het centrale laboratorium en anderzijds de ijkkringen. In 1971 werd de naam van het laboratorium gewijzigd in 'Van Swinden Laboratorium', genoemd naar professor Jean Henri van Swinden, die nauw betrokken was bij de invoering van het metrieke stelsel in Nederland.
In 1978 verhuisde de hoofddirectie en het VSL van Den Haag naar het TNO-complex in Delft.

#### Verzelfstandiging
In het begin van de jaren tachtig kwamen fundamentele discussies op gang over de taken welke noodzakelijkerwijze door de overheid zouden moeten worden uitgevoerd en welke taken konden worden geschrapt of afgestoten. Op 23 mei 1983 werd ook de Dienst van het IJkwezen aangewezen als overheidsdienst welke mogelijkerwijs geprivatiseerd zou worden. Het kabinet besloot in december 1984 tot verzelfstandiging van de Dienst van het IJkwezen. Het duurde nog tot het najaar van 1988 voordat de Eerste Kamer akkoord ging. Per 1 mei 1989 werd de IJkwet gewijzigd en was de verzelfstandiging een feit. De Staat werd enig aandeelhouder. Voorzieningen werden getroffen voor de oprichting van het Nederlands Meetinstituut N.V. en aansluitend de oprichting van de drie werkmaatschappijen: Van Swinden Laboratorium B.V. (VSL), IJkwezen B.V. (voorheen Dienst van het IJkwezen), en Test- en Adviescentrum B.V. (TAC). 

#### 1995 tot heden
Als gevolg van de politieke discussie over ‘Markt en Overheid’ werd in 1995 NMi IJkwezen B.V. opgesplitst in NMi Certin B.V., het test- en certificeringinstituut en NMi Inspecties en Kansspeltechniek B.V., als toezichthouder op naleving van de IJkwet en de Wet op de kansspelen. Als moedermaatschappij is Holland Metrology N.V opgericht. 
In de herfst van 1998 werd besloten het Test- en Adviescentrum B.V. (TAC) af te stoten. Op 29 april 1999 werd dit een feit en ging het onderdeel zelfstandig door onder de naam Kalibra B.V.
Van 2001 tot 2017 waren de aandelen van Holland Metrology N.V., met dochtermaatschappijen NMi Certin B.V., NMi Van Swinden Laboratorium B.V. en Verispect, volledig in handen gekomen van TNO Beheer B.V.
In 2006 is de IJkwet vervangen door de Metrologiewet. Daarin is, net als in de IJkwet, NMi Van Swinden Laboratorium B.V. (nu VSL) aangewezen als het instituut dat belast is met de zorg voor de nationale meetstandaarden.
In 2009 is NMi Van Swinden Laboratorium B.V. afgesplitst van NMi en heeft het zijn huidige naam VSL B.V. gekregen.
Tussen 2017 en 2024 was First Dutch Innovations grootaandeelhouder van VSL.

## Taken
VSL ontwikkelt en beheert de nationale fysische en chemische meetstandaarden. Onder andere bevindt zich hier de Nederlandse massastandaard van het kilogram.
Met behulp van die standaarden worden kalibraties verricht aan de meetapparatuur van bedrijven en instituten, waardoor deze herleidbaar wordt naar het SI-stelsel. Vrijwel elk kwaliteitscertificatiesysteem in de wereld vereist deze herleidbaarheid. Zo vormt VSL de schakel tussen de internationale metrologische infrastructuur en de meettechniek in Nederland. 

## Tijdsynchronisatie

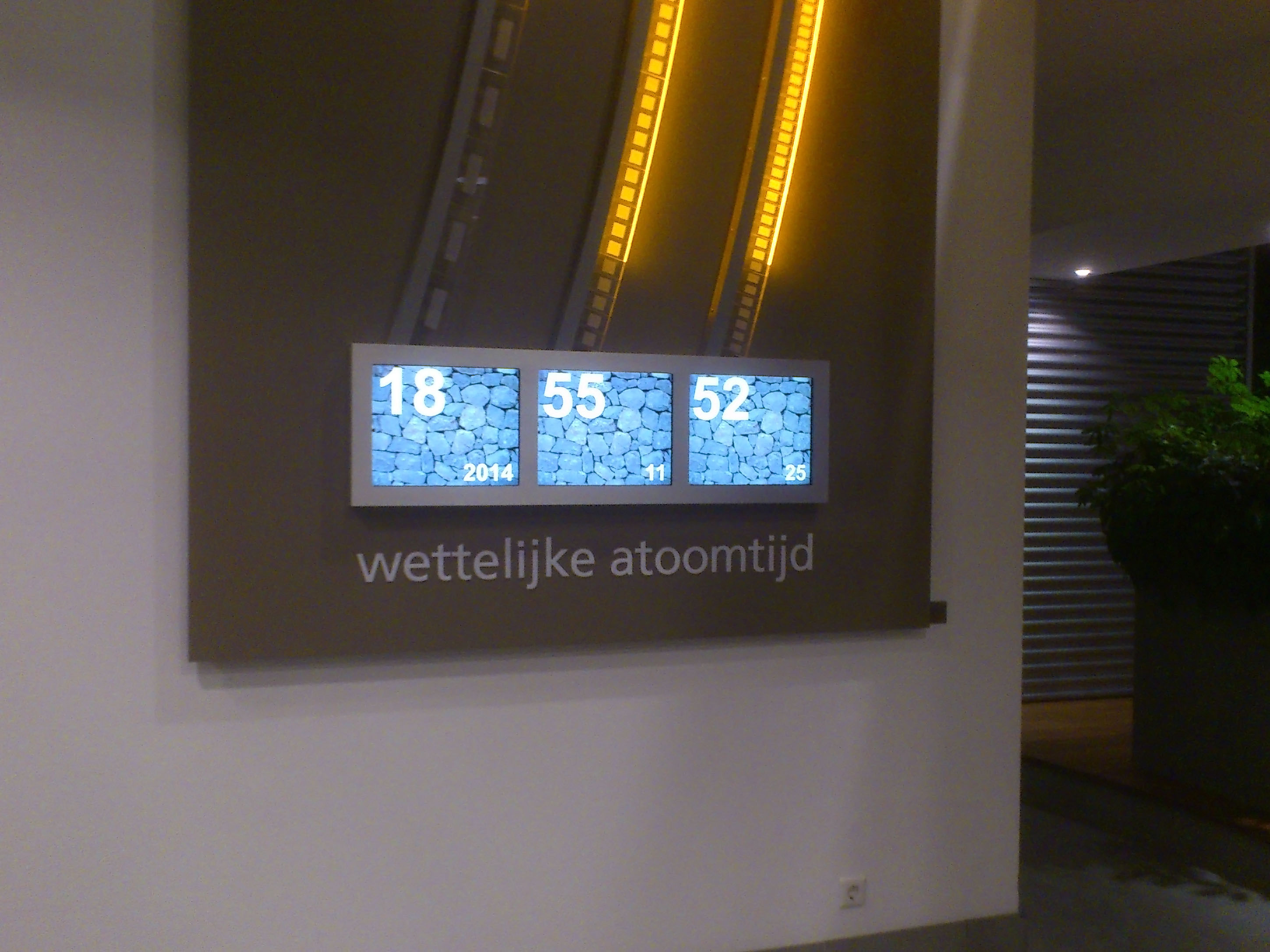
Klok in het VSL-kantoor te Delft.

VSL is verantwoordelijk voor de realisatie van de officiële Nederlandse tijd, die wordt aangeduid als UTC(VSL). Dit gebeurt momenteel op basis van vier Symmetricom (voorheen HP) AGILENT 5071A cesium-atoomklokken. De UTC(VSL) tijdschaal is opgenomen in het internationale netwerk waarmee de internationale tijdschaal UTC wordt bepaald door het Bureau International des Poids et Mesures. Omdat VSL verantwoordelijk is voor de nationale tijd, biedt het laboratorium ook een publieke tijdsynchronisatiedienst. Deze dienst is momenteel:
- Een "stratum 1" Network Time Protocol-tijdserver

## Werk in opdracht
VSL maakt meetresultaten van bedrijven, laboratoria en instellingen direct herleidbaar naar internationale standaarden. VSL beheert en ontwikkelt in opdracht van de Nederlandse overheid de nationale meetstandaarden. Bovenstaande ontwikkelingen hebben uiteindelijk in 1960 geleid tot de introductie van het SI-stelsel (SI staat voor Système Internationale). Het heeft uiteindelijk nog tot 1999 geduurd voordat vele landen de zogeheten Mutual Recognition Arrangement (MRA) ondertekenden en daarmee aangaven elkaars nationale standaarden en daarmee samenhangende meetresultaten te accepteren. 
In Nederland kent men de Metrologiewet (2006) die voorschrijft dat er nationale standaarden moeten worden beheerd en ontwikkeld in het belang van handel en samenleving. Het Ministerie van Economische Zaken heeft in een contract vastgelegd dat VSL hiervoor zorg draagt. In 2005 heeft VSL een nieuw pand in Delft betrokken. Hier bevinden zich laboratoria waar voor vele grootheden de meetstandaarden gerealiseerd worden.

## Externe koppelingen
- Officiële website
- TNO volledig eigenaar
- Vervreemding aandelen Holland Metrology in 2000